# Karin Möbes
Karin Möbes (19 de febrero de 1968) es una deportista suiza que compitió en triatlón.
Ganó seis medallas en el Campeonato Mundial de Triatlón de Invierno entre los años 1997 y 2004, y dos medallas en el Campeonato Europeo de Triatlón de Invierno, en los años 1998 y 1999.

## Palmarés internacional
| Campeonato Mundial | Campeonato Mundial      | Campeonato Mundial | Campeonato Mundial |
| Año                | Lugar                   | Medalla            | Prueba             |
| ------------------ | ----------------------- | ------------------ | ------------------ |
| 1997               | Malles Venosta (Italia) | Medalla de plata   | Individual         |
| 1998               | Les Menuires (Francia)  | Medalla de oro     | Individual         |
| 1999               | Bardonecchia (Italia)   | Medalla de plata   | Individual         |
| 2000               | Jaca (España)           | Medalla de oro     | Individual         |
| 2001               | Lenzerheide (Suiza)     | Medalla de plata   | Individual         |
| 2004               | Wildhaus (Suiza)        | Medalla de bronce  | Individual         |
| Campeonato Europeo |                         |                    |                    |
| Año                | Lugar                   | Medalla            | Prueba             |
| 1998               | Malles Venosta (Italia) | Medalla de oro     | Individual         |
| 1999               | Malles Venosta (Italia) | Medalla de bronce  | Individual         |